# 乌拉河之战
乌拉河之战爆发于1612年农历九月，努尔哈赤率兵两万攻打乌拉，连克河西五城，布占泰亲自乘船自富尔哈河口请和，双方达成口盟后，建州在乌拉都城附近筑城，留守军后退兵。努尔哈赤在此战还提及了针对乌拉作战的“伐木”战略。

## 背景
宜罕山城战后，建州虽然暂时不直接对乌拉发动进攻，但仍然陆续蚕食从属乌拉的东海女真各部，布占泰派兵两次收复了窝集部的虎尔哈路等地，同时修补与叶赫的关系，为前次将叶赫使者交给建州致歉，另外加强了与蒙古科尔沁贝勒宰桑和翁阿岱的关系，订立军事同盟。此举被布占泰之妻，努尔哈赤之女穆库什得知，遂暗中向建州报信，继而又传出布占泰箭射额恩哲，此即“鸣镝射公主”事件，导致努尔哈赤率兵兴师问罪。

## 经过
努尔哈赤率领其五子莽古尔泰、八子皇太极等共两万大军沿着乌拉河岸进兵。布占泰一方面向叶赫和科尔沁请求援兵，自己亲自领兵迎战，两军隔河相望。由于前两次惨败影响了乌拉军队的士气，故“众皆失色，无斗志”。建州军势如破竹，连克河西五座城堡，直抵乌拉都城西侧的金州城。建州军于距离乌拉都城二里处隔江扎营。接下来三日，建州军并不攻城，而是派兵四出至各屯，焚烧粮草屋舍，居民不分老幼一律诛杀，最后将各城堡夷平后返回富尔哈河驻扎。布占泰因形势所迫，三次遣使请和，努尔哈赤均不予回应，于是亲自乘坐小船至江中向努尔哈赤喊话求和，努尔哈赤对其进行了严辞训斥，双方达成口头协议，由布占泰将儿子、亲信、大臣送往建州为质作为议和条件。皇太极请求继续进兵，努尔哈赤表示，与乌拉这种“相等之国”作战必须将其周围城池像伐木一样不断劈砍，“渐至微细”，以达到孤立其都城的目的，之后才可一蹴而就。与此同时，科尔沁部援兵正在路上，努尔哈赤为避免与多路敌人同时交锋，选择接受布占泰求和。

## 后续
此役为皇太极初临战阵，努尔哈赤的“伐木”战略给其留下了深刻的印象，其即位后与明朝作战也秉承此一观念，还据此提出了自己的“剪枝伐树”策略。建州军战后没有立即撤走，而是停留了五天，在乌拉河畔的伊玛呼山上建造木城，派一千人留守监视后班师。选择议和被认为是努尔哈赤的缓兵之计，不到三个月后，在做足充分准备的情况下努尔哈赤尽起国中精锐突袭乌拉都城。

### 引用
1. ↑  孙文良, 李治亭 & 邱莲梅 1986，第12頁
2. ↑  赵东升 & 宋占荣 1992，第76頁
3. 1 2 3  赵东升 & 宋占荣 1992，第77頁
4. ↑  陈捷先 2011，第19頁
5. 1 2  赵东升 & 宋占荣 1992，第78頁
6. 1 2  陈捷先 2011，第20頁
7. 1 2  赵东升 & 宋占荣 1992，第79頁
8. ↑  朱诚如 2002，第267頁
9. ↑  张璇如 & 蒋秀松 1988，第230頁